# Hervormde kerk (Capelle aan den IJssel)
De Hervormde kerk of Dorpskerk van Capelle aan den IJssel in de Nederlandse provincie Zuid-Holland is gelegen in de oude kern van Capelle aan de noordzijde van de IJssel. 
De dorpskerk bestaat uit een eenbeukig schip en een smaller, vijfzijdig gesloten koor, beide overdekt door tongewelven met trekbalken. De kerk dateert in oorsprong uit het begin van de 15e eeuw, maar werd verwoest in 1574 en vervolgens hersteld in respectievelijk 1592 en 1664-'65, uit welk jaar het koor dateert.
De kerk is een rijksmonument, evenals de toren uit 1805.